# Antonie Bajerová
Antonie Bajerová (* 6. září 1927) byla česká a československá politička a bezpartijní poslankyně Sněmovny národů Federálního shromáždění za normalizace.

## Biografie
K roku 1976 se profesně uvádí jako skladnice, bytem v obci Letovice.
Ve volbách roku 1976 zasedla do české části Sněmovny národů (volební obvod č. 49 - Blansko-Brno-venkov, Jihomoravský kraj). Mandát obhájila ve volbách roku 1981. Ve Federálním shromáždění setrvala do konce funkčního období, tedy do voleb roku 1986.